# Corvinusweg (Hannover)
Der Corvinusweg in Hannover verläuft im Zuge einer jahrhundertealten ehemaligen Gasse in der hannoverschen Altstadt. Der nach dem Reformator Anton Corvinus (16. Jahrhundert) benannte Weg verbindet die Knochenhauerstraße in Höhe der Kreuzkirche mit der Schmiedestraße im heutigen Stadtteil Mitte.

## Geschichte
Schon 1348 wurde die Wrenschenhagen oder auch Vrenschenhagen genannte Straße urkundlich erwähnt, als Arnold von Lemgo seiner Ehefrau, der Witwe Dieterichs von Oesselse, vor dem Rat der Stadt unter anderem ein Haus im Wrenschenhaghen übertrug. Die Straße war eine der mittelalterlichen schmalen Gassen, die als „lütteken straten“ die vier historischen Hauptstraßenzüge der Altstadt untereinander verbanden. Der Wrenschenhagen wurde später auch als eine der „Gassen der Armut“ bezeichnet. Am südlichen Ende der Gasse an der Ecke Schmiedestraße war der Standort des ehemaligen später Leibnizhaus genannten Gebäudes, das ab 1456 im Besitz der Ratsfamilie von Sode war. Das Gebäude zeigte mit einer Fachwerkseite zur kleinen Gasse. Nach Jürgen Kaiser, „der daselbst seit 1652 ein Haus besaß“ (bis 1689), wurde die Straße „gegen 1700“ in Kaiserstraße umbenannt.
Ebenso wie alle ohnehin schmalen lütteken straten war auch die Kaiserstraße nach oben hin durch Vorkragungen der Fachwerk-Geschosse eingeengt. Daher bot sie im Stadtbild besonders malerische Anblicke und war für Maler und Fotografen ein beliebtes Motiv. Heute besitzt beispielsweise das Historische Museum Hannover ein Kaiserstraße in Richtung Knochenhauerstraße betiteltes Foto aus dem Nachlass des 1937 verstorbenen Fotografen Wilhelm Ackermann.
Zur Zeit des Nationalsozialismus wurden im Zweiten Weltkrieg durch die Luftangriffe auf Hannover die Kaiserstraße und mit ihr das Leibnizhaus ab 1943 zum größten Teil durch Fliegerbomben zerstört.
In der noch jungen Bundesrepublik Deutschland wurde ein zunächst geplanter Wiederaufbau des Leibnizhauses an seinem ursprünglichen Standort verworfen, unter anderem aufgrund des Fehlens der historischen Umgebungs-Bebauung. Stattdessen wurde dort etwa 1964 bis 1966 unter der neuen Adresse Schmiedestraße 13 eine Hochgarage errichtet. 1965 datiert die als Kunst im öffentlichen Raum in der Gasse aufgestellte Skulptur „Stahlplastik 1965“ des Bildhauers Hans Uhlmann, Jahre vor dem 1970 begonnenen städtischen Programm „Experiment Straßenkunst“.
1973 erhielt die ehemalige Kaiserstraße ihren heutigen Namen.

Blick vom historischen Leibnizhaus über den Innenhof in die seinerzeitige Kaiserstraße; Ansichtskarte Nr. 175, anonym
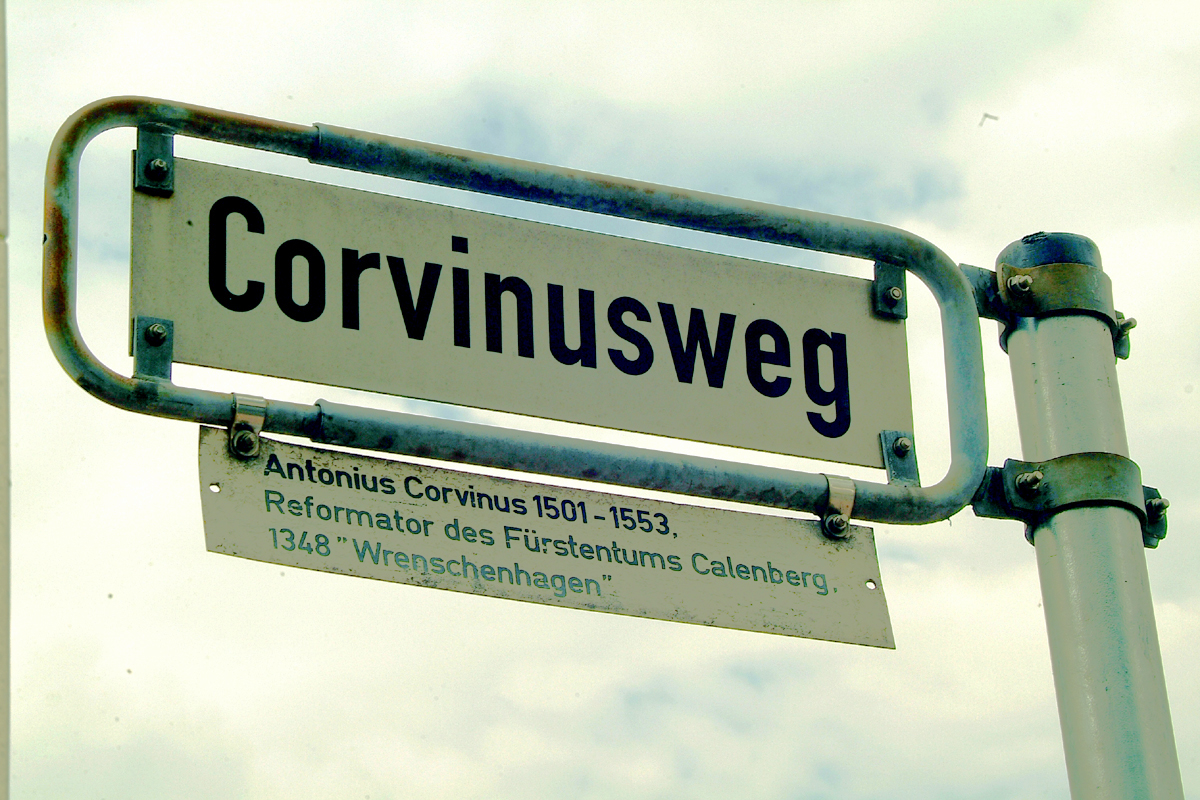
Straßenschild mit Legendentafel zu „Anton Corvinus 1501–1553, Reformator des Fürstentums Calenberg, 1348 Wrenschenhagen“
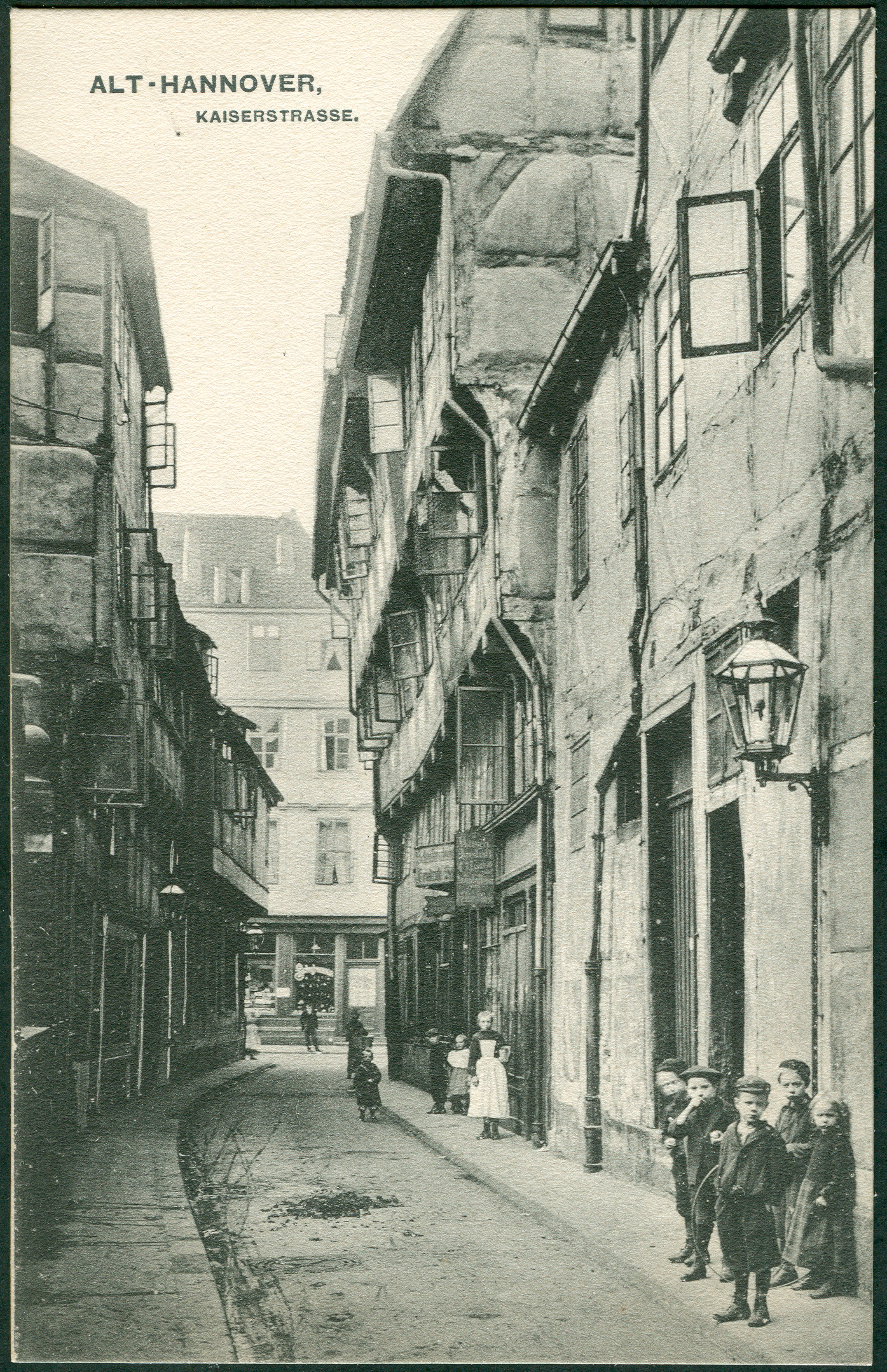
Blick durch die Kaiserstraße zur Knochenhauerstraße, um 1907; Ansichtskarte Nr. 806, Friedrich Astholz junior